# Vötting (Freising)

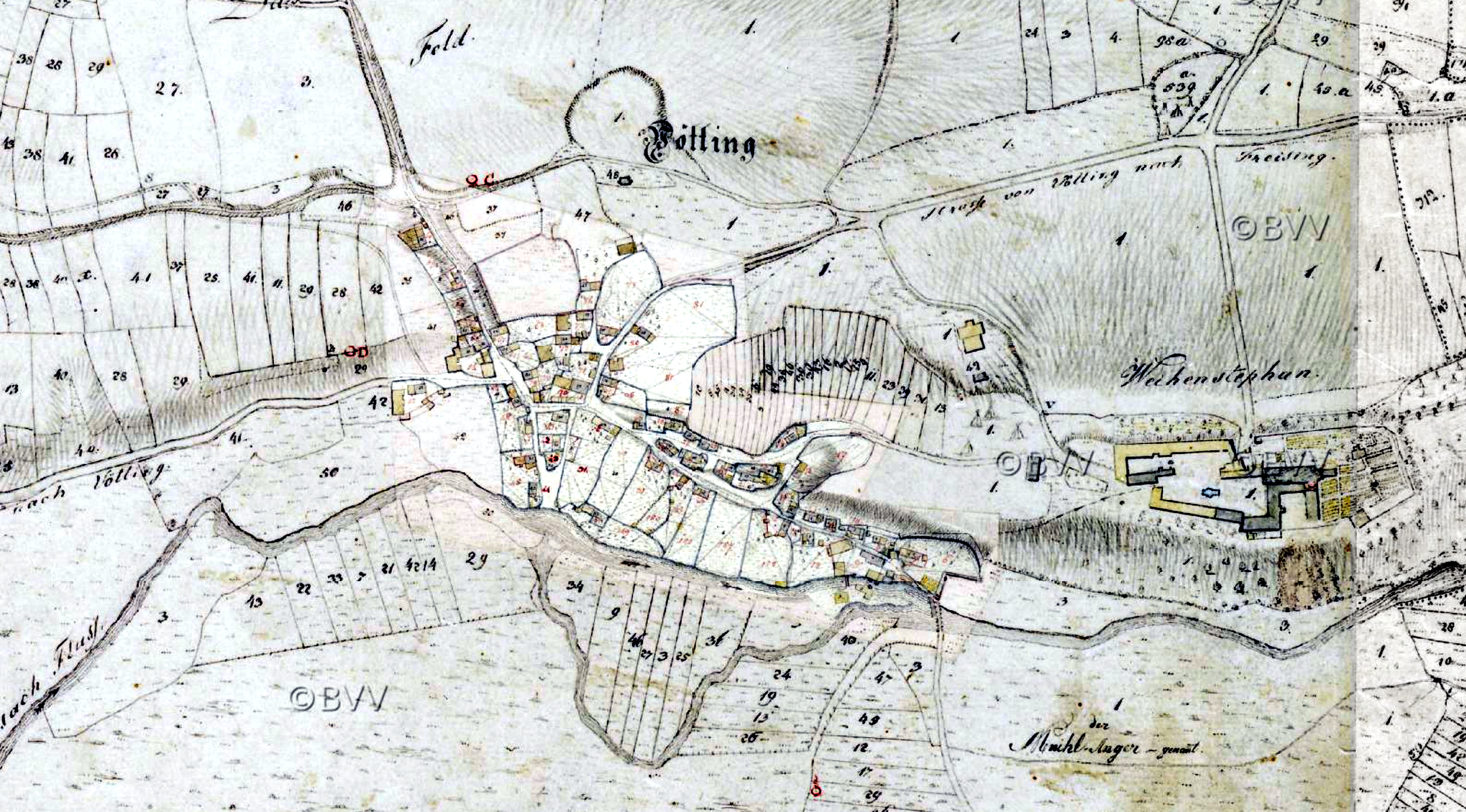
Vötting (mit Weihenstephan) auf dem Urkataster um 1810

Vötting ist ein Stadtteil im Westen der Großen Kreisstadt Freising in Bayern. Im Süden/Südwesten Vöttings schließt sich das Freisinger Moos an.

## Geschichte
Im Jahre 1158 ließ der Abt des Klosters Weihenstephan am westlichen Hang des „Weihenstephaner Berges“ eine dem hl. Jakobus geweihte Kirche errichten; sie wurde im Zuge der Säkularisation in Bayern 1803 abgerissen. Die heutige neugotische St.-Jakobus-Kirche wurde in den Jahren 1854 bis 1857 erbaut.

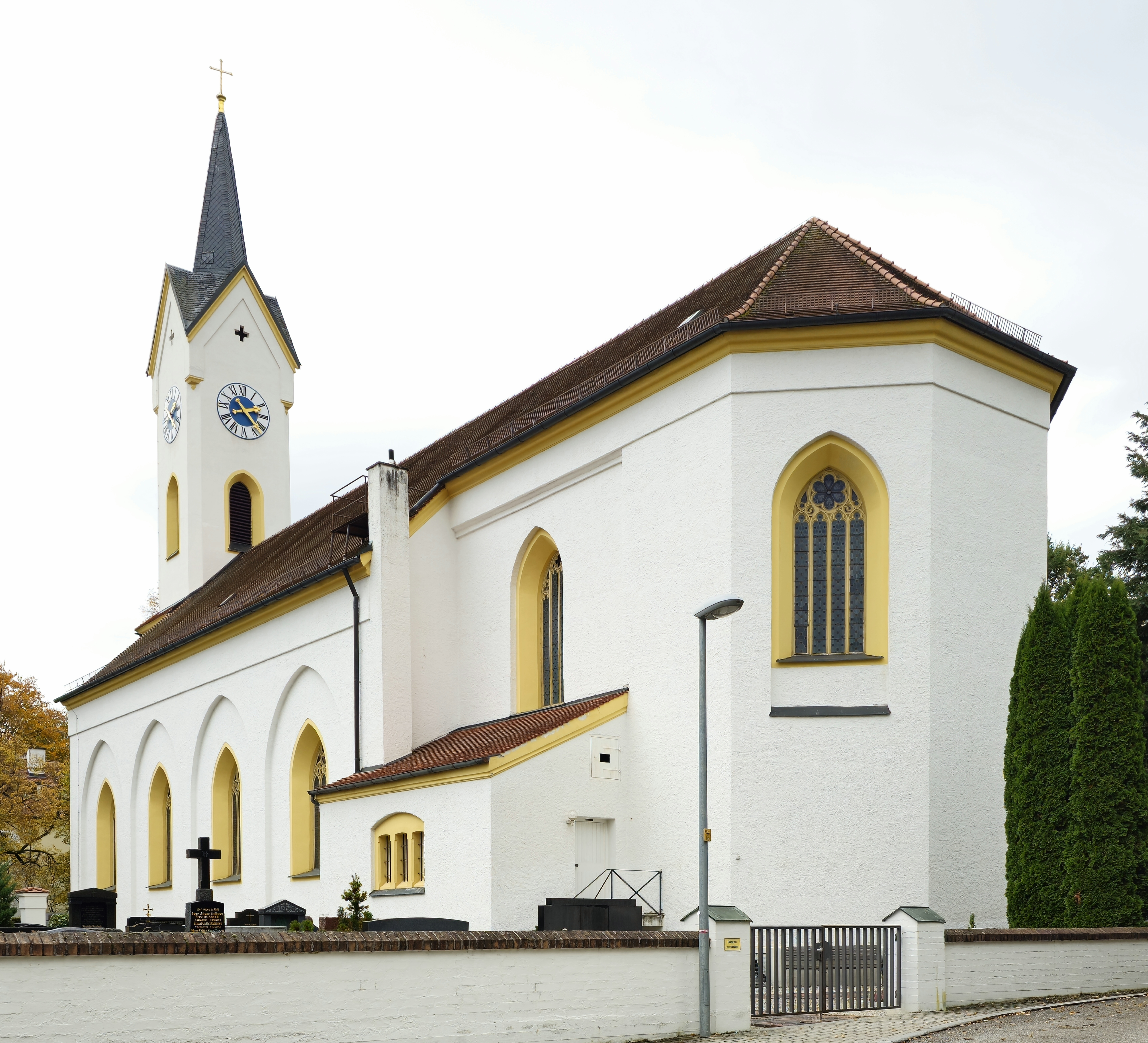
St. Jakob

Vötting gehörte bis zur Säkularisation 1803 zur Klosterhofmark Weihenstephan.
Die 1818 durch das bayerische Gemeindeedikt begründete Gemeinde Vötting wurde am 1. April 1937 mit ihren Ortsteilen Weihenstephan, Dürnast und Plantage nach Freising eingemeindet. Teile der Gemeinde wurden nach Sünzhausen umgegliedert.
Von 2015 bis 2021 wurde die Westtangente Freising errichtet, die Vötting in einem 705 m langen Tunnel unterquert.

## Kultur und Sehenswürdigkeiten

### Sehenswürdigkeiten
- St.-Jakobus-Kirche, erbaut 1854 bis 1857 im neugotischen Stil mit reicher bauzeitlicher Ausstattung.
- Pfarrhaus mit flachem Walmdach, erbaut 1854 bis 1855

### Kultur
Beim Vöttinger Weiher im Südwesten des Ortes wurde von 1991 bis 2015 in den Sommerferien das zweitägige Musikfestival Prima leben und stereo veranstaltet.

### Jakobsweg
In Vötting beginnt eine Zweigroute des Münchner Jakobsweges nach Santiago de Compostela.

## Bildung
- Grundschule Vötting
- Kindergarten St. Jakob

## Forschungseinrichtungen
- Fraunhofer-Institut für Verfahrenstechnik und Verpackung
- Innovations- und Gründerzentrum Biotechnologie (IZB)
- Leibniz-Institut für Lebensmittel-Systembiologie an der Technischen Universität München

Pfarrhaus Vötting
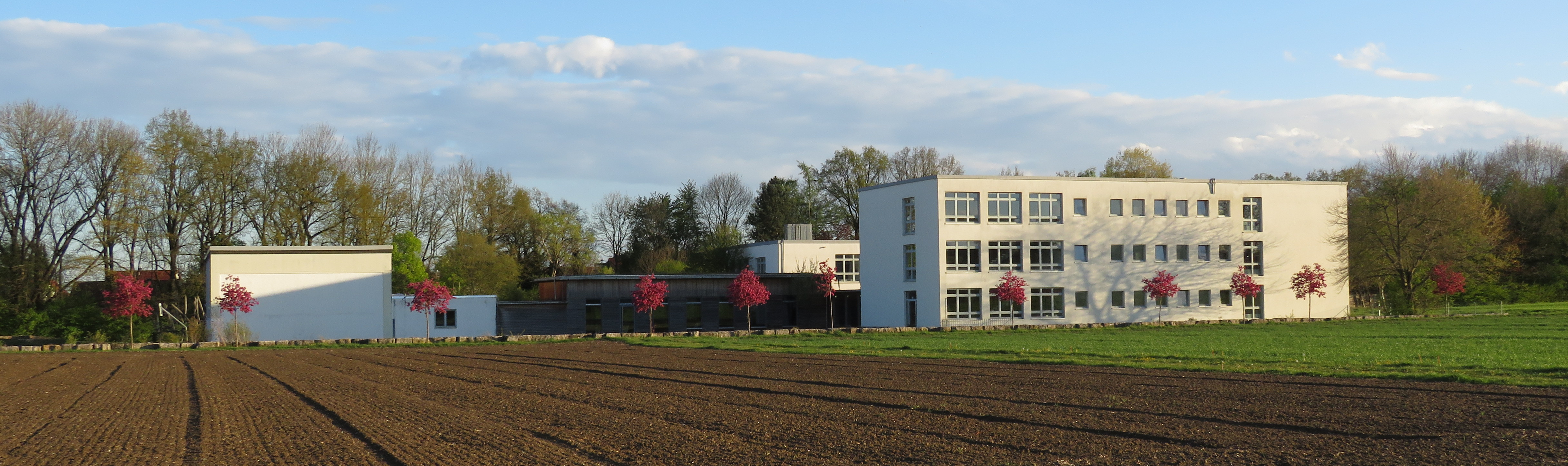
Grundschule Vötting

### Vereine
- Sportverein SV Vötting[3]
- Schützenverein Hubertus Vötting[4]
- Tanzsportverein Rrc Flyn Dance Freising e. V.
- Kriegerverein Vötting-Hohenbachern